# メリマック (バージニア州)
メリマック（英: Merrimac）は、アメリカ合衆国バージニア州モントゴメリー郡ブラックスバーグ、クリスチャンズバーグ、ラドフォードを含む大都市統計地域の一部である。

## 歴史
ある資料によると、メリマックはこの地域の鉱山から採れる石炭がCSSバージニアに使われていたことからこの名がついたという。メリマックマインズという郵便局が1904年から1935年まで運営されていた。同地のリンカス・キップス・ハウスとモンゴメリー・プリミティブ・バプティスト教会が、国家歴史登録財に登録されている。

## 地理
メリマックは北緯37度11分32秒 西経80度25分20秒 / 北緯37.1922度 西経80.4222度座標: 北緯37度11分32秒 西経80度25分20秒 / 北緯37.1922度 西経80.4222度に位置 (37.192257, −80.422247).　
アメリカ合衆国国勢調査局によると、CDP（国勢調査指定地域）の総面積は1.8平方マイル  (4.7平方キロメートル)で、そのすべてが陸地であるとされている。

## 人口統計
2000年の国勢調査の時点で、CDPには1,751人、889世帯、353世帯が居住している。